# 좌사
좌사(左思, 250년? ~ 305년?)는 중국 서진(西晋)시대의 시인이다. 자는 태충(太沖)이다.
임류(臨溜＝산둥성) 사람으로, 비교적 신분이 낮은 집안에서 출생했다. 누이가 궁중에 들어간 연줄로 해서 낙양(洛陽)으로 나왔다. 10년의 세월을 소비하여 <삼도부(三都賦)>를 지어 장화(張華)의 상찬(賞讚)을 받음으로써 낙양의 지가(紙價)를 올린 것으로 유명하다.
사람됨은 추남이나 입이 무거웠고, 시는 장려(壯麗)하고 풍격이 있으며, <영사(詠史)> <초은(招隱)> 등의 작품은 "반악(潘岳)·육기(陸機)를 능가한다"고 하여 오늘날도 높이 평가받고 있다.